# توماس س. ريتشاردز
توماس س. ريتشاردز (بالإنجليزية: Thomas C. Richards)‏ هو ضابط أمريكي، ولد في 13 فبراير 1930 في سان دييغو في الولايات المتحدة.